# Eustraci de Nicea
Eustraci (en grec Εὐστράτιος) fou un dels darrers comentaristes d'Aristòtil, i va viure vers el començament del segle xii, sota l'emperador Aleix I Comnè. De la seva vida no se'n sap quasi res.
Era patriarca de Nicea i va viure també a Constantinoble, on hauria escrit l'obra que es titula Ethica Nicotmachea, un comentari a l'Ètica a Nicòmac d'Aristòtil. Alguns investigadors consideren que aquesta obra només la va escriure en part, i que hi haurien intervingut altres autors, com ara Aspasi i Miquel d'Efes, perquè s'observen contradiccions en la interpretació. Probablement Eustraci només va ser el comentarista del sisè llibre, molt superior en les anàlisis a tots els altres.
També va escriure un comentari sobre el segon llibre de l'Analytica, una de les parts de l'Òrganon.